# 王华 (1963年)
王华（1963年8月—），江苏南京人，中华人民共和国外交官。现任中共江苏省委统战部副部长、省侨办主任。历任江苏省外办主任、中华人民共和国驻新潟总领事。

## 生平
1980年9月，王华进入南京大学外语系日语专业学习。1984年7月毕业后，在江苏省外事办公室友好城市处工作，任科员。1987年3月至1988年3月，赴日在爱知大学进修学习。1988年3月，升任省外办友好城市处副主任科员。1989年4月，加入中国共产党。1990年3月至1991年2月，挂职任淮阴市外办涉外科科长。1991年2月，任省外办亚洲处主任科员。
1992年1月调往日本，任驻日本大使馆领事处三秘兼副领事。1994年4月调回江苏，任省外办亚洲处处长。1996年10月任礼宾新闻处处长兼亚洲处副处长。1998年8月，升任江苏省外事办公室副主任、党组成员。2003年4月，任省外办主任、党组书记。2005年6月，再兼任江苏省港澳事务办公室主任。
2010年6月，中国驻新潟总领事馆正式开馆，王华任首任总领事。2013年11月回国，任江苏省侨务办公室主任、党组书记。2018年10月，任中共江苏省委统战部副部长兼省侨务办主任。
王华是江苏省政协十二届委员，代表中国共产党。

## 家庭
已婚，有一子。